# Олма медиа групп
«Олма-медиа-групп» — российское издательство, основанное Олегом Ткачом и Владимиром Узуном в 1991 году под наименованием «Олма-пресс». С середины 1990-х позиционирует себя как «семейное издательство». В 2003 году издательства «Олма-пресс» и «Нева» объединены в структуру «Олма медиа групп».

## История
В конце 1990-х была создана филиальная сеть, охватывающая крупные города России, в том числе Санкт-Петербург, Омск, Красноярск, Краснодар. По состоянию на 2012 год работает 16 филиалов.
Начиная с 1993 года издательство принимает участие в Московской международной книжной выставке-ярмарке, энциклопедия «Детский Плутарх» В. Бутромеева признан лучшим детским изданием выставки в 1999 году, а проект «Школьная энциклопедия „Руссика“» и книга-альбом «Кремли. Твердыни России» получили премию «Книга года» выставки 2004 года. «Русская поэзия XX век» получила премию Союза писателей России, «Хроника XX века» М. Гакова и «Евангелие, 2000 лет в мировом изобразительном искусстве» — национальную премию «Лучшие книги года». Лауреатом 17-го конкурса «Лучшие книги года» в номинации «лучшее издание по естественным наукам, технике и медицине», а также III Международного книжного салона в Санкт-Петербурге стала книга «Искусственные клапаны сердца» П. И. Орловского, В. В. Гриценко и А. Д. Юхнева.
В начале 1990-х годов приоритетным направлением работы было издание детской художественной литературы и детской научно-популярной литературы, в этот период выпускалась серия «Книги нашего детства», в которую вошли произведения Кира Булычёва, Евгения Велтистова, Владимира Железнякова, Лазаря Лагина, Виталия Губарева, Юрия Олеши.
В 2003 году издательство публикует произведения лауреата Гонкуровской премии Мориса Дрюона. В связи с тем, что романы Дрюона относились к доконвенционному времени, автор не получал гонорар, издательство нарушает негласную традицию и, согласно международному праву об авторских правах, платит писателю[значимость факта?]. В это же время издательство также публикует из коллекционного собрания книг по искусству «Историю живописи» А. Н. Бенуа (первое издание с 1917 года), альбомы живописи (серия «Галерея гениев») и энциклопедии по искусству.
В декабре 2011 года компания выкупила издательство «Просвещение», сумма сделки составила 2,25 млрд руб.
В 2018 году объединение компаний «Издательство Олма-медиа» и ТД «Абрис».
В 2019 году издательство «Просвещение» выкупило компанию ТД «Абрис». Издательство выпускает книги под брендом «Абрис/Олма».

## Авторы
Среди авторов, печатающихся в издательстве, — Александр Бушков, Борис Акунин, Владимир Мединский, Андрей Курпатов, Эрин Хантер, Клэр Белл, В. П. Леонтьев, Луиза Хей, Эрнст Мулдашев, Александр Хинштейн, Филис Каст, Мартин Круз Смит, Диана Мотт Дэвидсон, Шарлотта Линк, Роберт Холдсток, Анхела Бесерра, Гейл Кэрриджер.